# John-Victor de Jablonski
John-Victor de Jablonski (* 4. Juni 1913 in New York; † 4. März 1990 in Darmstadt) war ein deutscher Maler in der Tradition des französischen Impressionismus, freischaffender Künstler und Freimaurer. Er entstammt dem polnischen Adelsgeschlecht Jablonski-Rykacz. Die Erlebnisse in der US Army und während des Zweiten Weltkriegs verarbeitete er in seinen Werken. Seine Bilder sind im Stile des „modernen Impressionismus“ sowie von „Visionen“, von „Positivem Abstrakt“ und der „Persönlichen Kontakt-Malerei“ gemalt.

## Werdegang
Seine Kindheit und frühe Jugend verbrachte er auf dem großväterlichen Gut Jablonia in Polen. Seine Ausbildung hingegen erhielt er an der National Academy, der US-amerikanischen Hochschule für bildende Künste in New York City und der American School of Art in Chicago. Er war von 1933 bis 1937 im Filmgeschäft tätig. Erst ein Jahr lang als Bühnenbildner bei den MGM-Studios und dann als Stuntman, bis er 1937 nach Paris übersiedelte, sich wieder der Malerei zuwandte und seine künstlerische Ausbildung bei Marcel Evan – einem Schüler Pissarros – weiterführte.
Kurz vor dem Anbahnen des Zweiten Weltkriegs kehrte er nach New York zurück, wo er rund fünf Jahre als freischaffender Künstler unter anderem an Fresken an staatlichen Bauten mitwirkte, bis er in den Kriegsdienst abberufen wurde. Er zählte zu den Fallschirmjägern der US-amerikanischen Invasionstruppen in der Normandie. 1945 wurde er als Kulturoffizier nach Wien versetzt, wo er seine spätere Ehefrau kennen lernte: Elisabeth (Rufname: „Lisa“) Schneider, eine aus Darmstadt stammende Opernsängerin. Nach dem Krieg ging er mit ihr in die USA, kehrte aber 1959 wieder nach Europa zurück, um sich schließlich bis zu seinem Lebensende mit seiner Ehefrau in Darmstadt einzurichten. Sein Atelier befand sich ab September 1961 in der Klappacherstraße 172 in Darmstadt. John-Victor de Jablonski war Mitglied der Darmstädter Freimaurerloge Zum flammenden Schwert, die der Großen Landesloge der Freimaurer von Deutschland angehört.
1965 gewann er als Erster Preisträger den Frankfurter Opernhaus-Wettbewerb für Malerei. Umfangreiche Ausstellungen seiner Arbeiten fanden in New York, Chicago, Hollywood, Paris, Wien, Lausanne, Soest, Konstanz, Frankfurt am Main und Darmstadt statt. 1975 zählte er zusammen mit dem Maler Wilhelm Rabe, dem Bildhauer Wilhelm Wegel sowie Ingeborg Nicklas und Urs Lixfeld zu den Gründern der „Gilde 75“. Das offene Atelier in Erlenbach bot von 1985 an Raum nicht nur für Ausstellungen, sondern auch für Musik und Vorlesungen.